# Ulucz
Ulucz (1565 Hulicz, 1872 Ułucz, w latach 1977–1981 Łąka) – osada w Polsce położona w województwie podkarpackim, w powiecie brzozowskim, w gminie Dydnia. Leży nad rzeką San.

## Historia
Pierwsze ślady osadnictwa w Uluczu przypadają na okres kultury trzcinieckiej – epoki brązu, a zgromadzone zabytki archeologiczne przez profesora Michała Parczewskiego z tego terenu datowane są w czasie na około 1600 lat p.n.e. W samym Uluczu archeolodzy odkryli wielokulturową osadę z zabytkami z epoki brązu oraz okresu halsztackiego.
Lata od 981 do 1339 to okres wpływów księstwa Rusi Kijowskiej oraz Księstwa Halicko-Włodzimierskiego. Wieś po raz pierwszy wspomniana w dokumencie z roku 1373 jako Ulicz. W roku tym została nadana przez księcia Władysława Opolczyka Przemysławowi z Jabłonicy. W XIV wieku odnotowana jako jedna z pierwszych wsi położonych nad Sanem, obok Jabłonicy i Wołodzi. Dwór królewski w Uluczu datowany według źródeł od roku 1409.
W latach 1512–1548 wieś oraz pobliską Dobrą i Hłumczę dzierżawił Włoch Ottaviano. W listopadzie 1548 wieś została przyłączona do żup ruskich. W 1565 r. wieś nazywała się Hulicz, liczyła 29 kmieci oraz 16 ¾ łana powierzchni. W 1565 roku odjęta od starostwa sanockiego, należała do żupy solnej przemyskiej. W okresie I Rzeczypospolitej wieś znajdowała się składzie starostwa mrzygłodzkiego. Jako wieś królewska należała do żup tyrawskich w ekonomii samborskiej. Ulucz był królewszczyzną, częścią klucza uluckiego, w którego skład wchodziły również Dobra i Hłomcza.
W XVI i XVII wieku przybyli tu Mazurzy, którzy wyrabiali m.in. łodzie „czołni i tramnicze do komiąg” oraz „kiczki do dychtowania komiąg” opuszczane do Sanu celem spływu soli z żup tyrawskich do Przemyśla, pobierano również podatek od kupców udających się do Przemyśla i Sambora.
We wsi obok cerkwi św. Mikołaja (zburzona przed 1908) stał na wzgórzu klasztor bazylianów. Klasztor został zlikwidowany w roku 1744, a wyposażenie przeniesiono następnie do klasztoru w Dobromilu. Według tradycji ustnej obronna murowana cerkiew pw. św. Mikołaja miała dać odpór oblegającym wojskom szwedzkim.
W roku 1694 ulicki Ihumen Teofil był delegatem na soborze w Przemyślu. Częścią składową wsi był do końca XIX w. przysiółek Hruszówka leżący na prawym brzegu Sanu. Od roku 1882 wieś należała do powiatu brzozowskiego w austriackiej prowincji Galicja. W roku 1870 wieś liczyła 1342 Rusinów, 98 Polaków oraz 181 Niemców (Żydów).
W roku 1772 własność Piotra Starzyńskiego, następnie reinkamerowana w 1785, po 1828 własność Teodora Tergonde i Kazimierza Gozdowicza.
W połowie XIX wieku właścicielem posiadłości tabularnej Ulucz z Borownicą, Hłomczą i Chruszczówką był Teodor Tergonde. W roku 1927 większą własność ziemską posiadał w Uluczu Lesław Niewistka Dydyński z Krzemienna.
Do roku 1939 we wsi znajdował się dwór, którego właścicielką była Maria Dydyńska, Kazimiera Dydyńska herbu Gozdawa, właścicielka Strachociny. Ulucz słynął również z wyrobów koronkarskich.

### Lata 1939–1947
Po 17 września 1939 wieś dostała się pod okupację sowiecką. 25 czerwca 1941 pod okupację niemiecką. Do 1944 było we wsi 400 gospodarstw oraz 2040 mieszkańców (1620 Ukraińców).
W 1945 Ulucz i sąsiednie wsie Hroszówka, Jabłonica Ruska oraz Wola Wołodzka stanowiły bazę oddziału UPA, którym dowodził por. Michał Duda ps. Hromenko. Dtatego też wieś była szczególnie narażona na ataki sił polskich. 12 stycznia 1946 Ulucz został spacyfikowany przez 3000 żołnierzy WP z Birczy. Wojsko spaliło 2 domy, 2 młyny i aresztowało 40 mężczyzn. 21 marca 1946 oddział UPA U-4 pod dowództwem Burłaki urządził we wsi zasadzkę na oddział WP z Tyrawy Solnej, który pacyfikował okoliczne wsie ukraińskie. Zginęło 14 żołnierzy WP, natomiast kilku rannych utonęło w Sanie. 29 maja 1946 Ulucz i Jabłonica Ruska zostały zaatakowane przez WP w odwecie za spalenie pobliskiej wsi Temeszów. W Uluczu spłonęło wówczas około 300 domów i zginęło 6 osób. Po tej akcji wywieziono z Ulucza na Ukrainę około 1000 osób. W nocy z 26 na 27 czerwca 1946 dwie sotnie UPA U-2 i U-4 przeprowadziły akcję na komisję wyborczą ochranianą przez 40 żołnierzy WP, podczas akcji zginęło 4 polskich żołnierzy. Następnego dnia nastąpił atak odwetowy, podczas którego spalono kolejne 33 domy i zabito 6 mieszkańców. 10 września 1946 z Ulucza wyszedł atak oddziału UPA na Witryłów, Łodzinę i Hłomczę. Oprócz dorosłych napastników w akcji brali udział także bardzo młodzi chłopcy.
28 kwietnia 1947 pozostali mieszkańcy Ulucza (około 550 osób) zostali przesiedleni i rozproszeni w ramach Akcji „Wisła”; ze starej wsi pozostał tylko jeden dom, cmentarz oraz Cerkiew Wniebowstąpienia Pańskiego w Uluczu na górze Dębnik.

## Współczesność

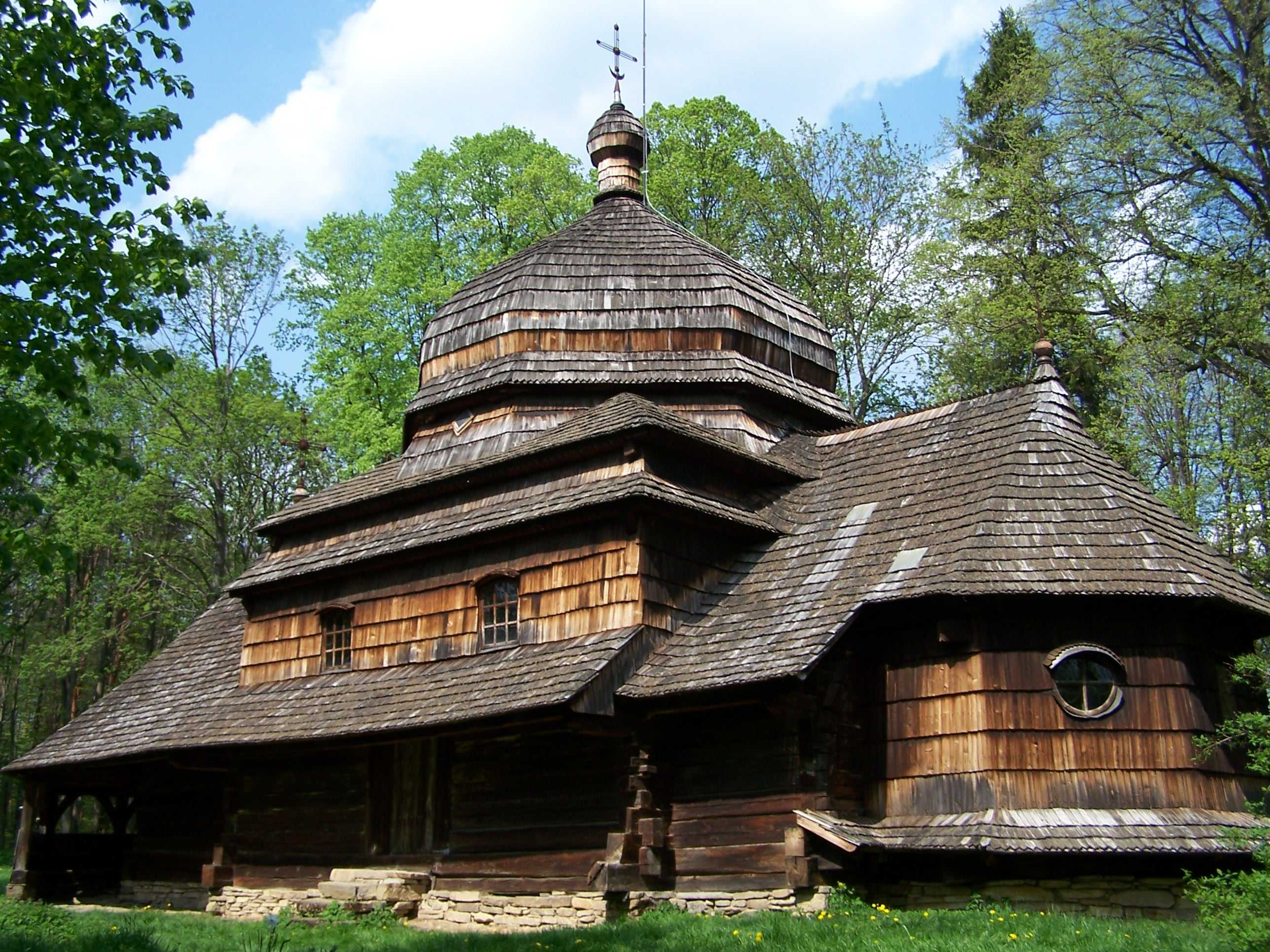
Cerkiew Wniebowstąpienia Pańskiego

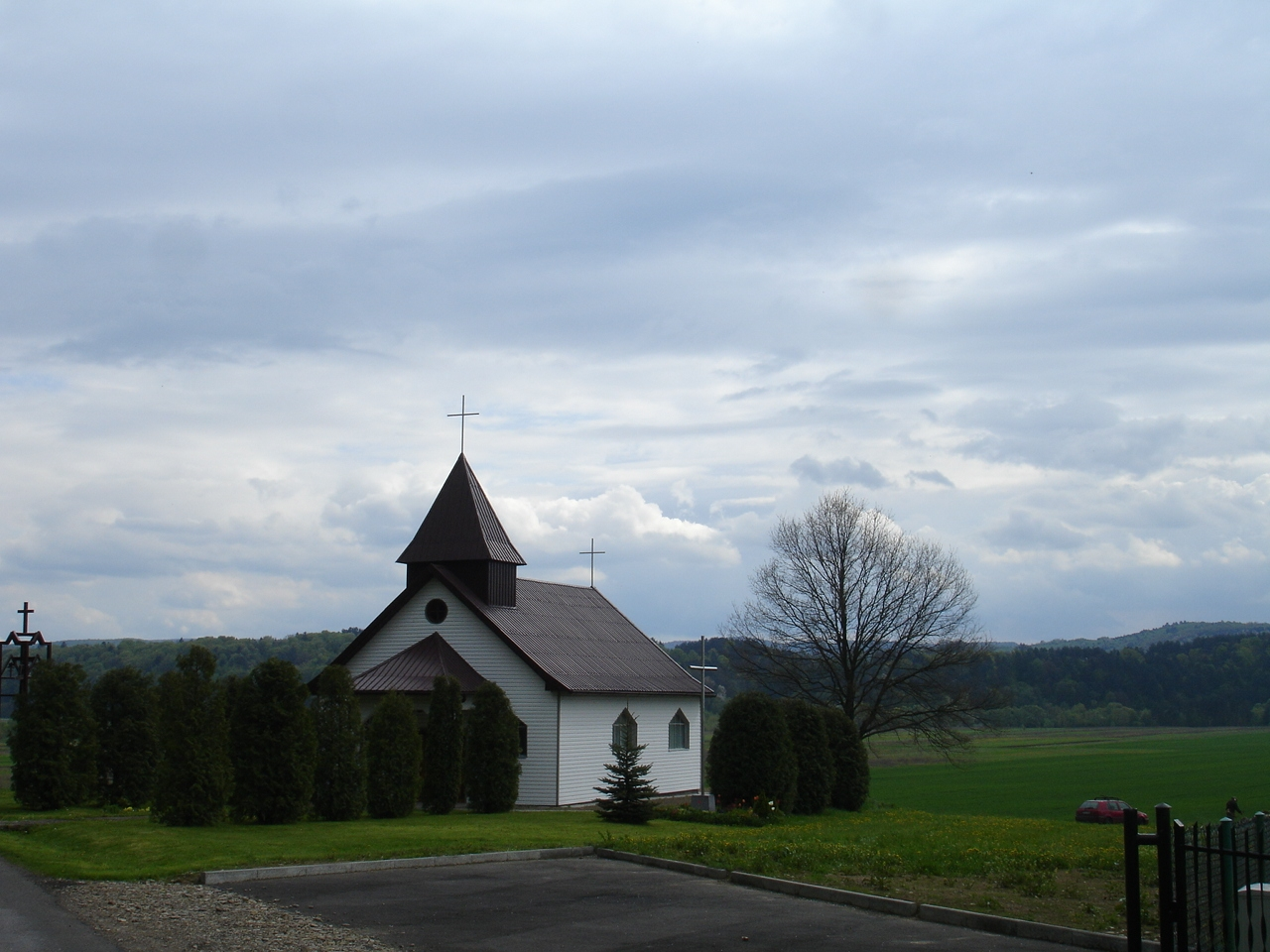
Kościół rzymskokatolicki

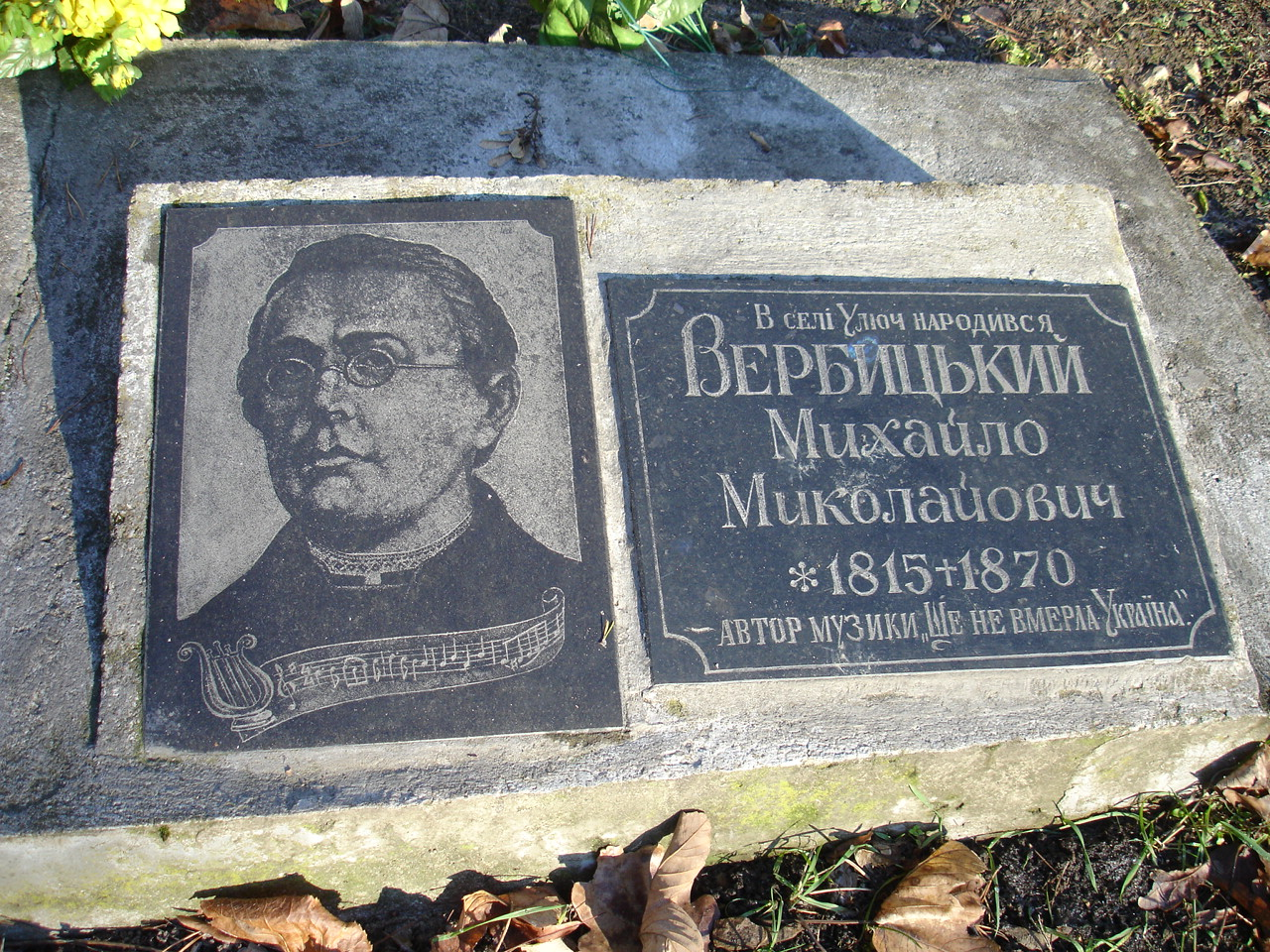
Tablica pamiątkowa Michała Werbyckiego

W 1957 rozpoczęto konserwację cerkwi na górze Dębnik. Prace ciesielskie wykonał ludowy cieśla pochodzący z Borownicy Adolf Milczanowski (1899-1977).
Natychmiast po powrocie demokracji dawni uluczanie zaczęli odtwarzać swoją społeczność. Od 1990 r. w maju we wsi odbywają się coroczne zjazdy dawnych mieszkańców.
Dziś wieś liczy kilkanaście domów. W roku 2001 w Uluczu wybudowano rzymskokatolicki murowany kościół filialny pw. Matki Bożej Fatimskiej, należący do parafii Najświętszego Serca Pana Jezusa w Borownicy (Dekanat Bircza). W latach 1975–1998 miejscowość położona była w województwie krośnieńskim.

## Zabytki
Cennym zabytkiem jest drewniana cerkiew pw. Wniebowstąpienia Pańskiego z 1659 r., usytuowana na wzgórzu Dębnik - Dubnyk (344 m n.p.m.), wznoszącym się ponad doliną Sanu. Zachowała się także murowana kaplica z 1848 roku, upamiętniająca zniesienie pańszczyzny.

## Galeria zdjęć

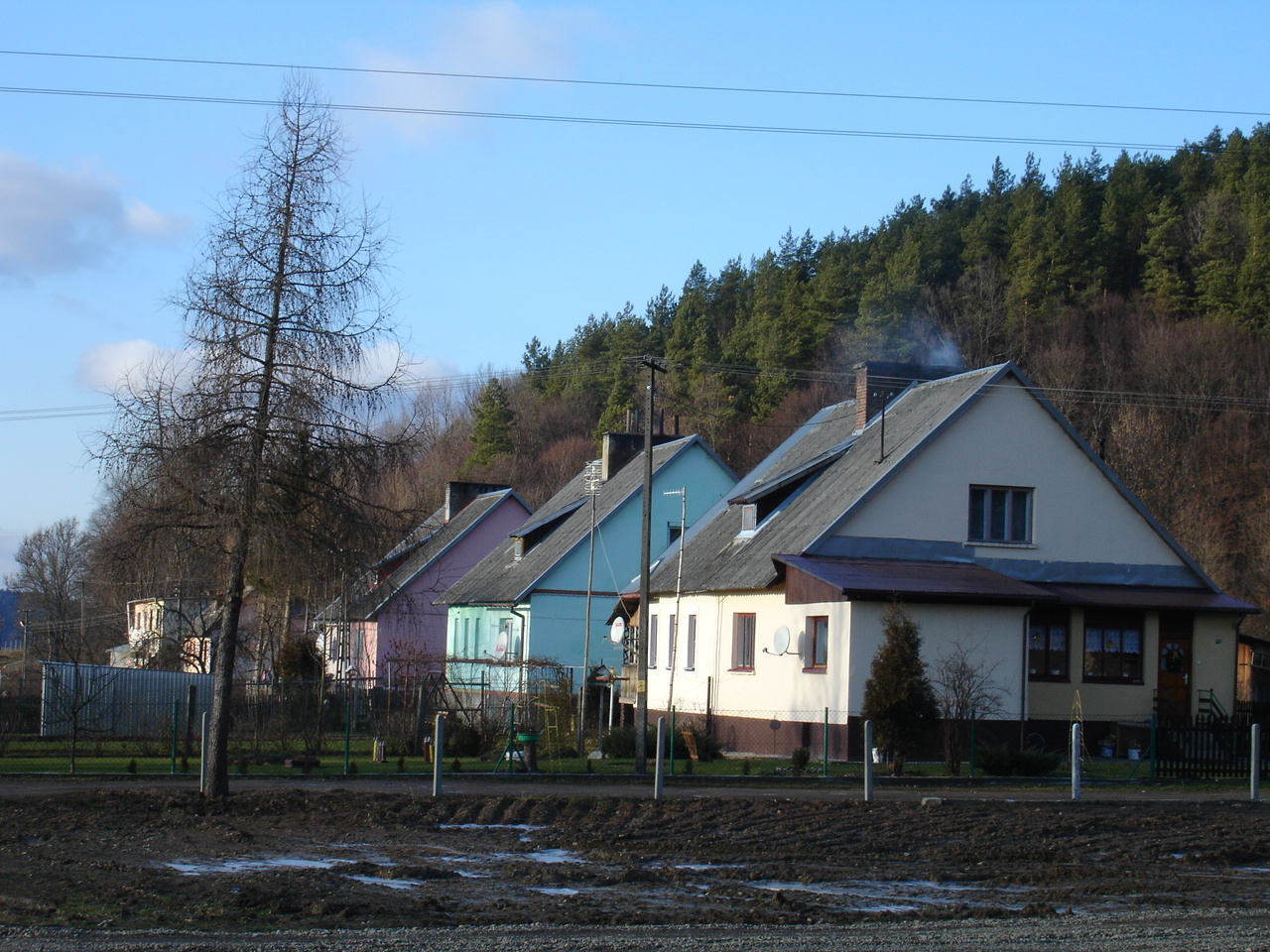
Zabudowa wsi
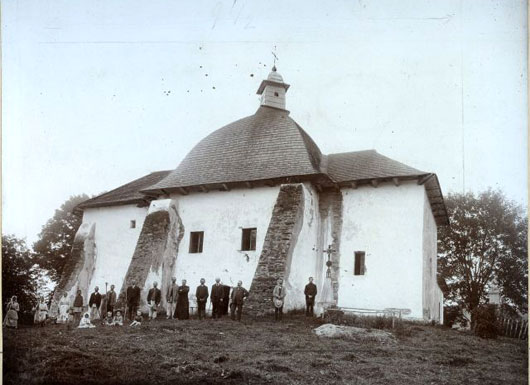
Cerkiew św. Mikołaja, zburzona w 1908
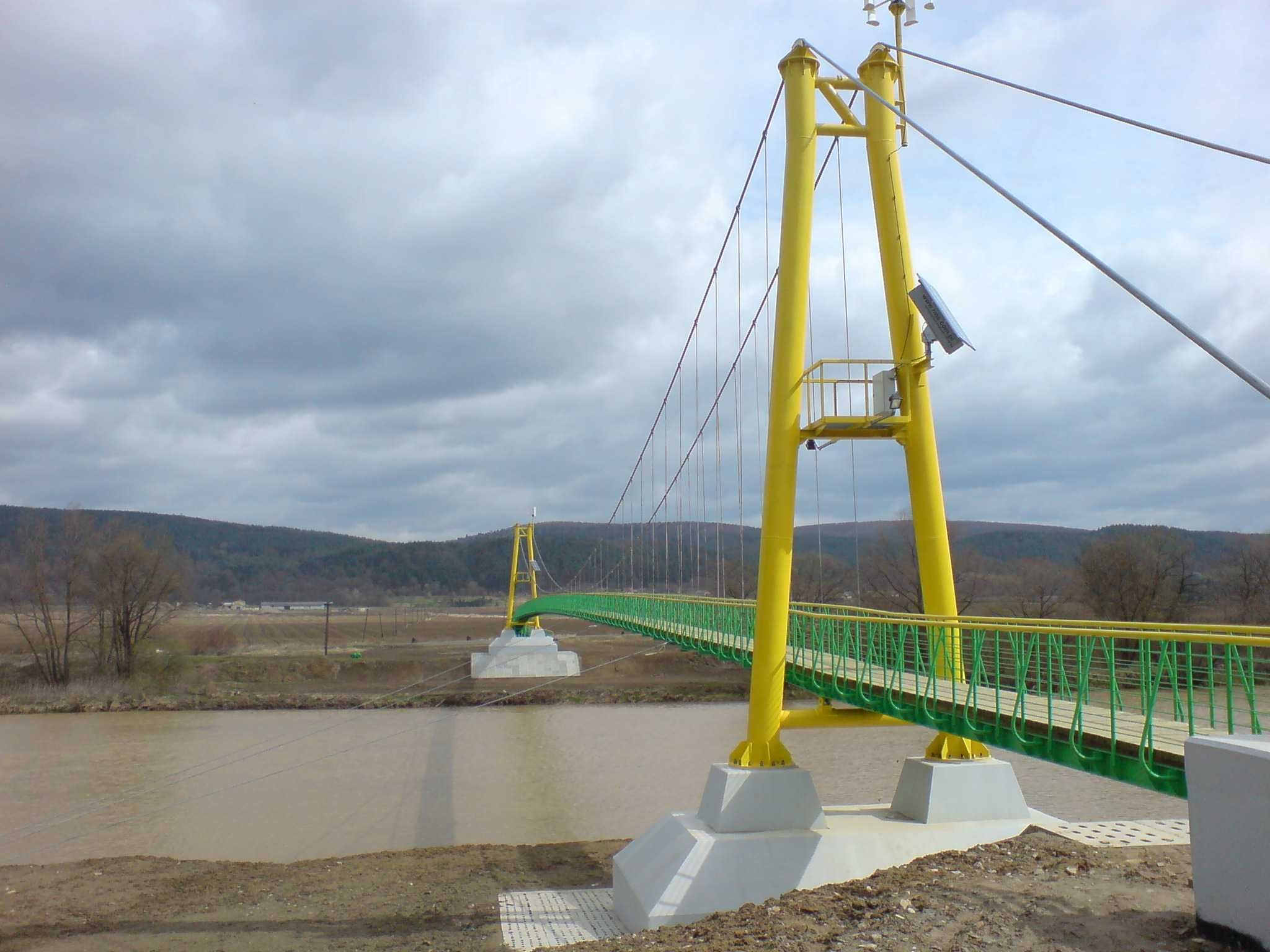
Kładka przez San do Witryłowa